# Ida Lupino
Ida Lupino (Herne Hill, Londres, 4 de febrer de 1918 - Los Angeles, Califòrnia, 3 d'agost de 1995) va ser una actriu, cantant, directora, escriptora i productora anglesa. Al llarg dels seus 48 anys de carrera, va aparèixer en 59 pel·lícules i en va dirigir vuit; va treballar principalment als Estats Units, d'on en va esdevenir ciutadana el 1948.
És àmpliament considerada com la dona cineasta més destacada que va treballar durant la dècada de 1950 durant el sistema d'estudis de Hollywood. Amb la seva productora independent, va coescriure i coproduir diverses pel·lícules de missatges socials i es va convertir en la primera dona a dirigir una pel·lícula de cinema negre, The Hitch-Hiker, el 1953. Entre les seves altres pel·lícules dirigides, les més conegudes són Not Wanted (1949), sobre l'embaràs fora del matrimoni (va substituir el director, que estava malalt, i va rebutjar el crèdit com a directora); Never Fear (1950), basat lliurement en les seves pròpies experiències lluitant contra la poliomielitis; Outrage (1950), una de les primeres pel·lícules sobre violacions; The Bigamist (1953) (que va ser anomenada en el llibre 1001 Movies You Must See Before You Die), i The Trouble with Angels (1966). La seva curta però immensament influent carrera de directora, abordant temes de dones atrapades per convencions socials, generalment sota revestiments melodramàtics o noirs, és un exemple pioner de la realització de cinema protofeminista.
Com a actriu, les seves pel·lícules més conegudes són The Adventures of Sherlock Holmes (1939) amb Basil Rathbone; La passió cega (They Drive by Night, 1940) amb George Raft i Humphrey Bogart; L'últim refugi (High Sierra, 1941) amb Bogart; The Sea Wolf (1941) amb Edward G. Robinson i John Garfield; Ladies in Retirement (1941) amb Louis Hayward; Moontide (1942) amb Jean Gabin; The Hard Way (1943); Deep Valley (1947) amb Dane Clark; Road House (1948) amb Cornel Wilde i Richard Widmark; Mentre Nova York dorm (While the City Sleeps, 1956) amb Dana Andrews i Vincent Price; i Junior Bonner (1972) amb Steve McQueen.
També va dirigir més de 100 episodis de programes de televisió en una varietat de gèneres, com ara westerns, contes sobrenaturals, comèdies de situació, misteris d'assassinats i històries de gàngsters. Va ser l'única dona que va dirigir un episodi de la sèrie The Twilight Zone original ("The Masks"), i l'única directora que va protagonitzar-ne un episodi ("The Sixteen-Millimeter Shrine").
Va morir d'un ictus mentre estava sotmesa a tractament per càncer de còlon a Los Angeles el 3 d'agost de 1995, a l'edat de 77 anys. Les seves memòries, Ida Lupino: Beyond the Camera, van ser editades després de la seva mort i publicades per Mary Ann Anderson.

## Biografia
Ida Lupino va néixer a Londres, l’any 1918, filla del matrimoni entre l’actriu Connie O'Shea (també coneguda com a Connie Emerald) i el comediant de Music Hall Stanley Lupino, membre d’una família amb tradició en les arts escèniques. El seu pare, una figura reconeguda en la comèdia musical britànica, la va encoratjar a actuar des de la infantesa. Ida Lupino va escriure la seva primera obra teatral amb set anys i va formar part d’una companyia de teatre ambulant quan era petita.Després d’una infantesa intensa en què assajà per diverses obres teatrals, es va introduir al món del cinema com a figurant als British International Studios.
Malgrat que desitjava ser escriptora, es va inscriure a l’Acadèmica Britànica d’Art Dramàtic per satisfer la voluntat del seu pare. Allà va ser especialment reconeguda pels seus papers de "bad girl", sovint interpretant prostitutes.

## Carrera

### Actriu
Lupino va treballar tant com a actriu teatral com de cinema. Va pujar per primera vegada a l'escenari el 1934 amb un rol protagonista a The Pursuit of Happiness al Paramount Studio Theatre.Al món del cinema, va fer la seva primera aparició rellevant a The Love Race (1931) i l'any següent, als 14 anys, va treballar amb el director Allan Dwan a Her First Affaire, en un paper que la seva mare havia provat anteriorment. Va interpretar rols principals en cinc pel·lícules britàniques el 1933 a Warner Bros, Teddington studios i per a Julius Hagen a Twickenham, incloent The Ghost Camera amb John Mills i I Lived with You amb Ivor Novello.

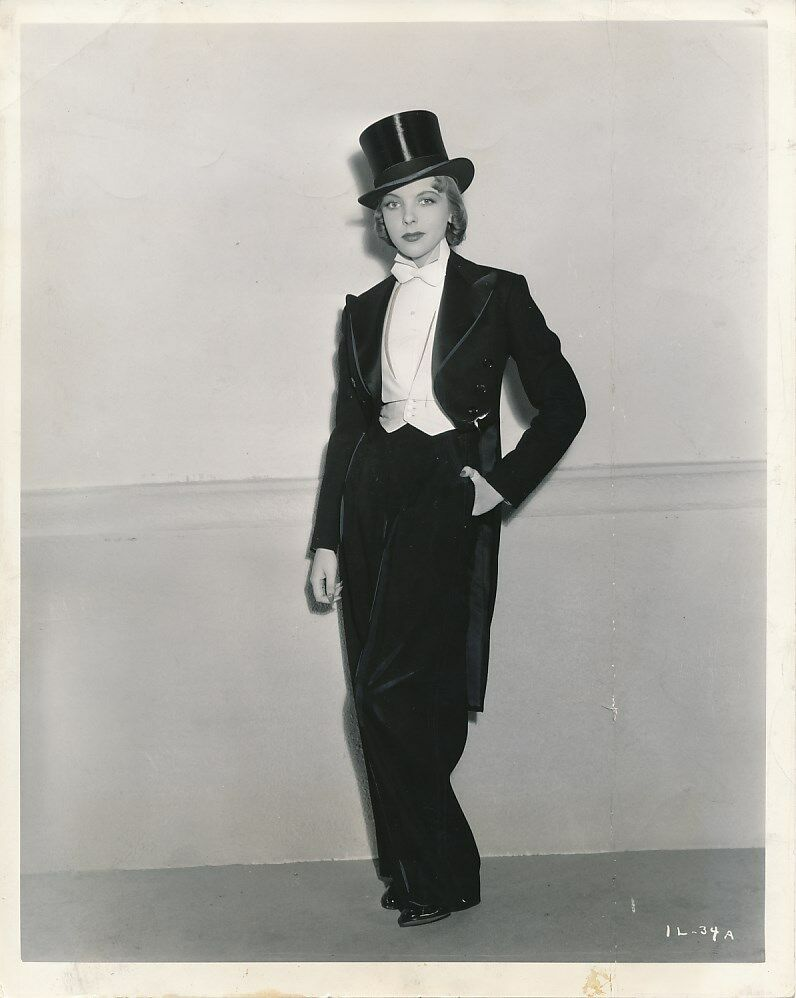
Ida Lupino l'any 1937

Anomenada "la Jean Harlow britànica", va ser descoberta per la Paramount a la pel·lícula de 1933 Money for Speed, interpretant un doble paper de noia bona i dolenta. Lupino va afirmar que els buscadors de talents la van veure interpretar només la noia dolça de la pel·lícula i no el paper de prostituta, així que se li va demanar que intentés el paper principal a Alícia al país de les meravelles (1933). Quan va arribar a Hollywood, els productors de la Paramount li van concedir, malgrat algunes reticències, un contracte de cinc anys.
Lupino va protagonitzar més d'una dotzena de pel·lícules a mitjans de la dècada de 1930, treballant amb Columbia mitjançant un acord per dues pel·lícules, una de les quals, The Light That Failed (1939). Després d'aquesta actuació original com a model rancorosa que turmenta Ronald Colman, va començar a ser presa en consideració com a actriu dramàtica. Com a resultat, la seva remuneració millorar durant la dècada de 1940. Fent broma es referia a ella mateixa com "la Bette Davis pobra", assumint els papers que Davis rebutjava.
Mark Hellinger, productor associat de Warner Bros, va quedar impressionat per l'actuació de Lupino a The Light That Failed, i la va contractar per al paper de dona fatal a La passió cega (1940), dirigida per Raoul Walsh, al costat de les estrelles George Raft, Ann Sheridan i Humphrey Bogart. La pel·lícula va tenir bons resultats i el consens de la crítica va ser que Lupino havia dut a terme una gran interpretació. Warner Bros li va oferir un contracte que ella va negociar per incloure alguns drets com a autònoma. Va tornar a treballar amb Walsh i Bogart a L’últim refugi (1941), on va impressionar el crític Bosley Crowther.

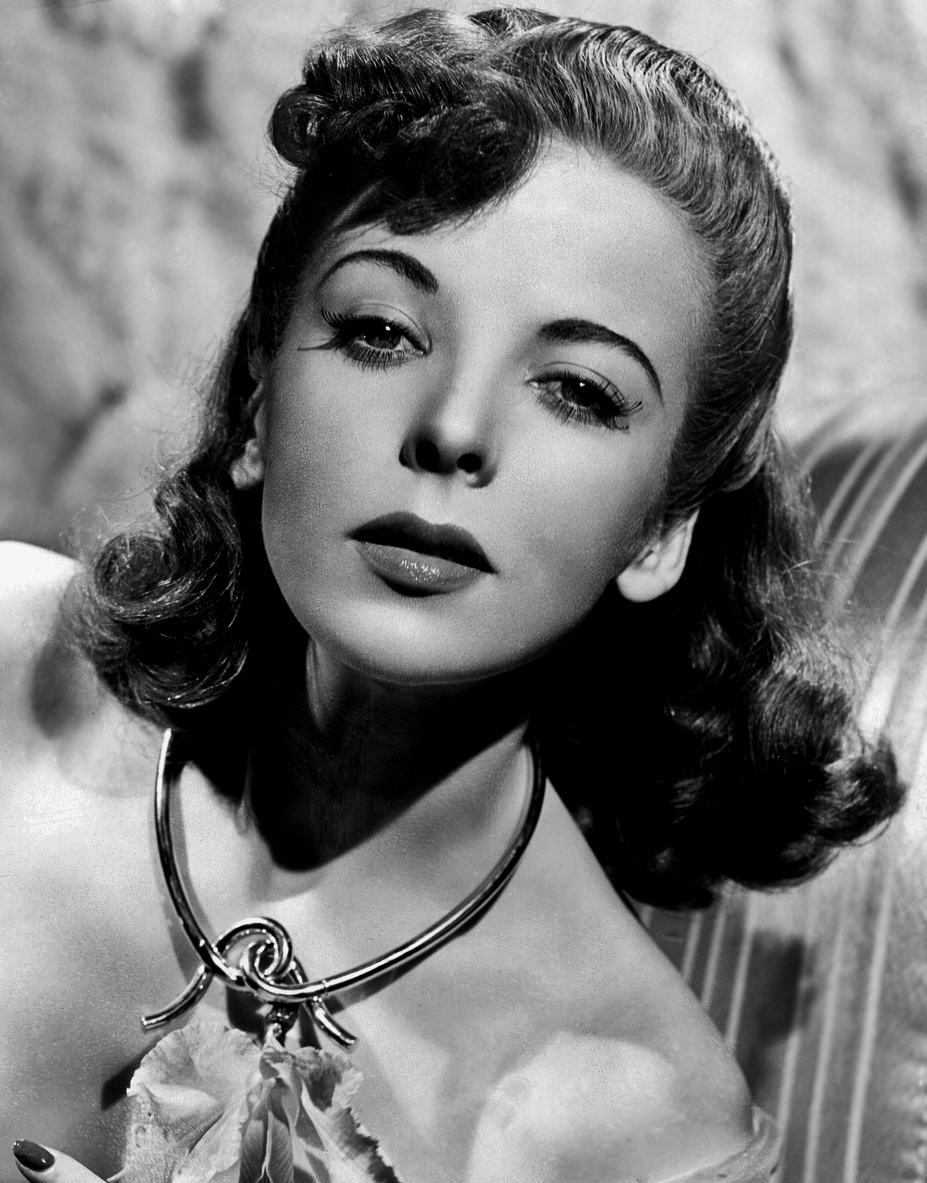
Ida Lupino en una imatge publicitària de finals dels anys 30

La seva actuació a The Hard Way (1943) va guanyar el New York Film Critics Circle Award a la millor actriu. Va protagonitzar Pillow to Post (1945), que va ser el seu darrer paper protagonista en un film de comèdia. Després d'acabar el rodatge del drama Deep Valley (1947), ni la Warner Bros ni Lupino van tenir voluntat de renovar el seu contracte i l’actriu va deixar l'estudi l'any 1947. Tot i que, al llarg de la dècada dels 40 va interpretar diversos papers, mai es va convertir en una membre total de l’Star System, tot i això, va ser elogiada repetidament per la crítica pel seu estil d'actuació realista i directe.
Sovint provocava la ira del cap de l'estudi Jack Warner en oposar-se al seu càsting, refusant papers mal escrits que sentia que estaven per sota de la seva dignitat com a actriu i fent revisions de guió considerades inacceptables per l'estudi. Com a resultat, va passar gran part del seu temps a Warner Bros suspesa. El 1942, va rebutjar una oferta per protagonitzar amb Ronald Reagan Kings Row, i immediatament després va ser suspesa de l'estudi. Finalment, es va negociar un acostament provisional, però la seva relació amb la Warner es va mantenir tensa. L'any 1947, Lupino va deixar l'estudi i va aparèixer en el film de la 20th Century Fox Road House, interpretant números musicals. Va protagonitzar Terreny perillós el 1951, i es rumoreja que podria haver assumit algunes de les tasques de direcció de la pel·lícula mentre el director Nicholas Ray estava malalt.

### Directora, escriptora i productora - The Filmakers Inc.
Mentre estava suspesa, Lupino va tenir molt de temps per observar els processos de rodatge i d’edició, i es va interessar per dirigir. Va expressar com d'avorrida se sentia al plató mentre "algú altre semblava que estigués fent tota la feina interessant".

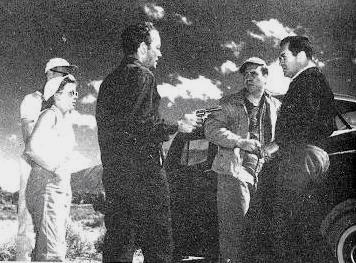
Lupino (a l'esquerra) dirigint The Hitch-Hiker, 1953

El seu primer treball de direcció va arribar de manera inesperada l'any 1949 quan el director Elmer Clifton va patir un lleu infart i no va poder acabar Not Wanted, una pel·lícula que va coproduir i coescriure Lupino. Ella va intervenir per acabar el film sense aparèixer als crèdits com a directora per respecte a Clifton. Encara que el tema de la pel·lícula fos l'embaràs fora del matrimoni, que era controvertit en aquell moment, va rebre una gran difusió. Fins i tot, Lupino va ser convidada a parlar del film amb Eleanor Roosevelt, primera dama dels Estats Units, en un programa de ràdio nacional.
Ella i el seu marit d’aleshores, el productor i escriptor Collier Young, van fundar una companyia independent, The Filmakers Inc., per "produir, dirigir i escriure pel·lícules de baix pressupost amb una temàtica concreta". La productora es va formar el 1948 amb Lupino com a vicepresidenta, Collier Young com a president i el guionista Malvin Wald com a tresorer. The Filmakers va produir 12 llargmetratges, sis dels quals va dirigir o codirigir Lupino, en cinc dels quals hi va escriure o coescriure, en tres dels quals va actuar i en un dels quals va exercir de coproductora. La missió dels cineastes era crear pel·lícules amb consciència social, fomentar nous talents i portar el realisme a la pantalla. El seu objectiu era explicar "com s'hi viu als Estats Units" a través de produccions independents rodades en dues setmanes per menys de 200.000 dòlars, una combinació de "crítica social" i entreteniment. Es va tractar de films de baix pressupost que van explorar temes pràcticament tabú, com la violació a Outrage (1950) i l’adulteri a The Bigamist (1953). Aquest últim film va rebre crítiques entusiastes en el moment de la seva estrena, amb Howard Thompson de The New York Times anomenant-lo "la millor producció dels filmakers, fins al moment". El treball de direcció més conegut de Lupino, The Hitch-Hiker, una estrena de RKO el 1953, és l'única pel·lícula de cinema negre del període clàssic dirigida per una dona.
Never Fear (1949), una pel·lícula sobre la poliomielitis (una malaltia que Lupino havia experimentat personalment als 16 anys), va ser la primera pel·lícula en què va aparèixer com a directora als crèdits. La pel·lícula va ser tinguda en compte per Howard Hughes, que cercava proveïdors de llargmetratges de baix pressupost per a la distribució de la productora que havia adquirit recentment: RKO Pictures. Hughes va acceptar finançar i distribuir les següents tres funcions de The Filmakers a través de la RKO, deixant a la productora fundada per Lupino el control total sobre el contingut i la producció de les pel·lícules.

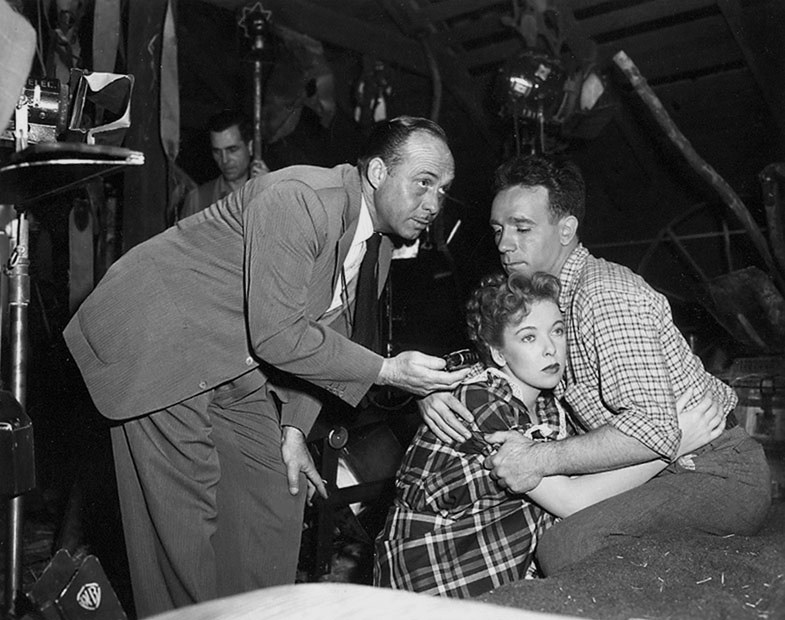
El director de fotografia Ted McCord, Lupino i Dane Clark al rodatge de Deep Valley (1947)

Tot i que dirigir es va convertir en la passió de Lupino, també es va implicar profundament en la recerca de financament per les seves produccions. Es va convertir en una astuta cineasta de baix pressupost, reutilitzant decorats d'altres produccions i amb una gran capacitat persuasiva. També va emprar el que ara es coneix com a publicitat per emplaçament amb les marques Coca-Cola, United Airlines, Cadillac, entre d'altres. Era molt conscient de les consideracions pressupostàries, planejava escenes a la fase de preproducció per evitar errors tècnics i repeticions, i rodava en llocs públics com per evitar costos de lloguer de plató. Va fer broma que si havia estat la "Bette Davis pobra com a actriu, ara s'havia convertit en el "Don Siegel pobre" com a directora.
La productora Filmakers va deixar de funcionar el 1955, i Lupino es va dedicar gairebé immediatament a la televisió, dirigint episodis de més de trenta sèries nord-americanes entre 1956 i 1968. També va dirigir un llargmetratge de comèdia l’any 1965 The Trouble With Angels, protagonitzat per Hayley Mills i Rosalind Russell; aquesta va ser la darrera pel·lícula de Lupino com a directora. Va continuar actuant també, i va tenir una carrera televisiva reeixida durant els anys 60 i 70.

### Televisió

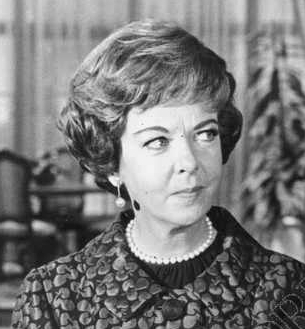
Ida Lupino al programa de televisió It takes a thief, l'any 1968.

La carrera de Lupino com a directora va continuar fins al 1968. La seva tasca com a directora durant aquests anys es va enfocar gairebé exclusivament per a produccions de televisió com Alfred Hitchcock Presents, Thriller, La dimensió desconeguda, Have Gun – Will Travel, Honey West, The Donna Reed Show, Gilligan's Island, 77 Sunset Strip, The Rifleman, The Virginian, Sam Benedict, The Untouchables, Hong Kong, The Fugitive i Bewitched. Després de la desaparició de The Filmakers, Lupino va continuar treballant com a actriu fins a finals de la dècada de 1970, principalment a la televisió. Va aparèixer en 19 episodis de Four Star Playhouse de 1952 a 1956, una producció en què van participar els socis Charles Boyer, Dick Powell i David Niven. Des de gener de 1957 fins a setembre de 1958, Lupino va protagonitzar amb el seu marit d'aleshores Howard Duff la comèdia Mr. Adams and Eve, en què el duet interpretava al matrimoni d’estrelles del cinema format per Howard Adams i Eve Drake. Duff i Lupino també van protagonitzar l'any 1959 una de les 13 entregues d'una hora de The Lucy–Desi Comedy Hour i un episodi de The Dinah Shore Chevy Show l'any 1960. Lupino va protagonitzar nombrosos programes de televisió, inclòs The Ford Television Theatre (1954), Bonanza (1959), Burke's Law (1963–64), The Virginian (1963–65), Batman (1968), The Mod Squad (1969), The Wild Wild West (1969), Family Affair (1969–70), Nanny and the Professor (1971), Columbo: Short Fuse (1972), Columbo: Swan Song (1974) en què interpreta a la gelosa dona del personatge de Johnny Cash, Barnaby Jones (1974), The Streets of San Francisco, Ellery Queen (1975), Police Woman (1975) i Charlie's Angels (1977). La seva última aparició va ser a la pel·lícula de 1979 My Boys Are Good Boys.

## Temàtiques

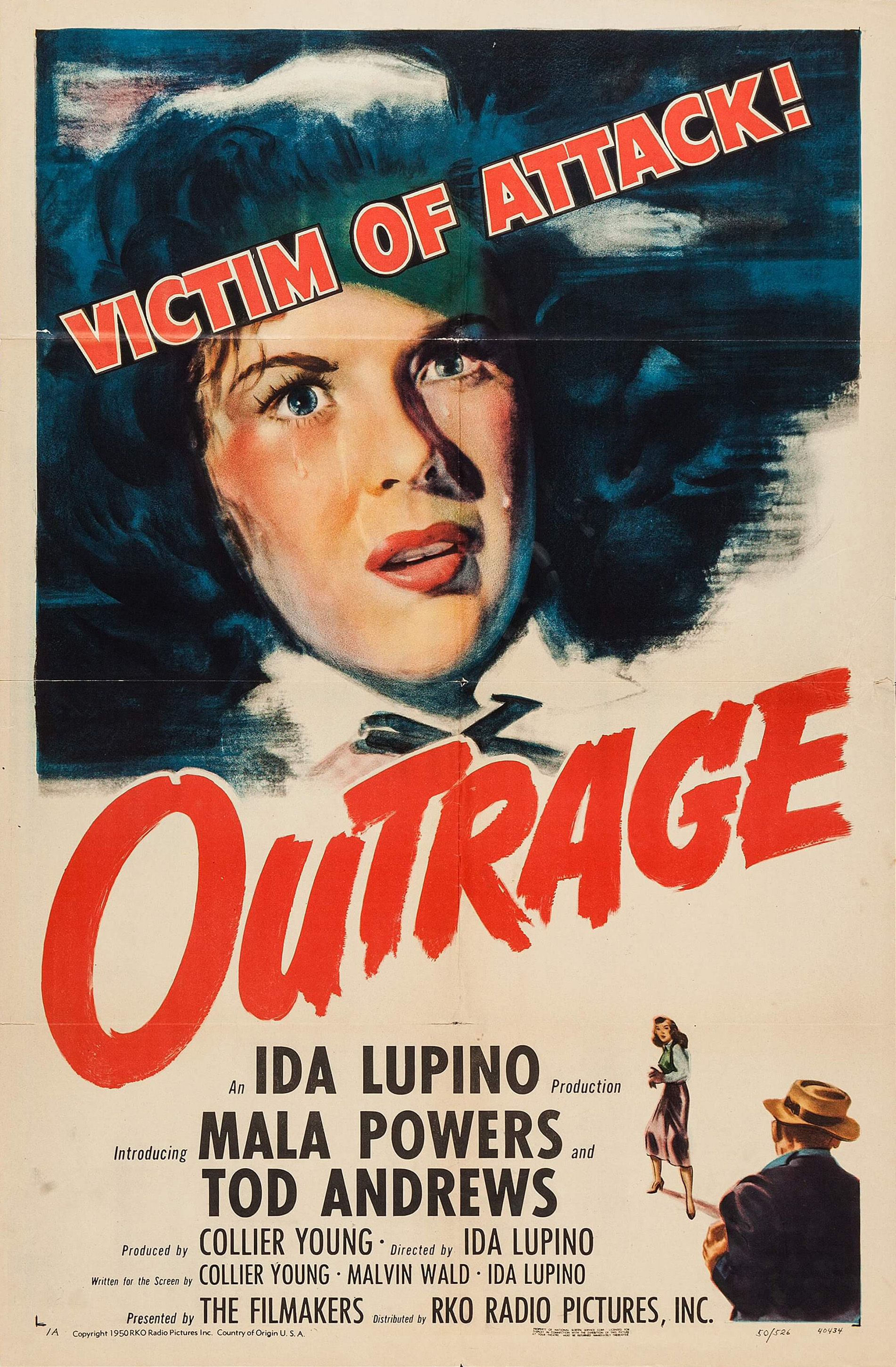
Pòster dOutrage

Les pel·lícules de Lupino a The Filmakers parlen de temes poc convencionals i controvertits que els productors d'estudi comercial no s'haguessin atrevit a tractar, com ara l'embaràs fora del matrimoni, la bigàmia i la violació. Va descriure el seu treball com "pel·lícules que tenen un significat social i, que alhora, són entreteniment... basades en històries reals, situacions que el públic pot entendre perquè els han passat o tenen valor informatiu". Es va centrar en els problemes de les dones en moltes de les seves pel·lícules i li agradaven els personatges forts. A la pel·lícula The Bigamist, els dos personatges femenins representen el prototip de dona amb carrera universitària i el de mestressa de casa. El protagonista està casat amb una dona (Joan Fontaine) que, sense poder tenir fills, ha dedicat les seves energies a la seva carrera. Durant un dels molts viatges de negocis, coneix una cambrera (Lupino) amb qui té un fill, i després es casa amb ella. Marsha Orgeron, al seu llibre Hollywood Ambitions, descriu aquests personatges com "lluitadores per esbrinar el seu lloc en entorns que reflecteixen les limitacions socials a què s'enfrontava Lupino". No obstant això, Donati, a la seva biografia de Lupino, va dir: "Les solucions als problemes del personatge dins de les pel·lícules sovint eren convencionals, fins i tot conservadores, més aviat reforçant la ideologia dels anys 50 que socavant-la". Abans del seu temps dins del sistema d'estudis, Lupino tenia la intenció de crear pel·lícules arrelades a la realitat. Sobre el seu film Never Fear, Lupino va dir: "La gent està cansada de ser enganyada. Paguen diners per entrar al cinema i volen alguna cosa a canvi. Volen realisme. I no es pot ser realista mostrant glamur a la pantalla tota l’estona." El director Martin Scorsese, per la seva banda, va assenyalar que "com a estrella, a Lupino no li interessava el glamur, i el mateix passava com a directora. Les històries que va explicar a Outrage, Never fear, The Bigamist i The Hitch-Hiker, entre d'altres. eren relats íntims, sempre ambientats dins d'un entorn social precís: volia "filmar pobres persones desconcertades perquè això és el que som." Les seves heroïnes eren dones joves, la seguretat de les quals es veia trencada per un trauma: un embaràs no desitjat, la poliomielitis, una violació, la bigàmia o maltractament parental. “Hi ha una sensació de dolor, pànic i cruelesa que forma part de cada fotograma." Les pel·lícules de Lupino són crítiques amb moltes institucions socials tradicionals, reflecteixen el menyspreu de la directora per l'estructura patriarcal present al Hollywood del moment. Lupino va rebutjar la mercantilització de les estrelles femenines i com a actriu es va resistir a convertir-se en objecte de desig. Va dir l'any 1949, "les carreres a Hollywood són mercaderies peribles", i va intentar evitar aquest destí per a ella mateixa.

## Vida personal

### Salut
A Lupino se li va diagnosticar poliomielitis l'any 1934. La malaltia va afectar greument la seva capacitat de treballar, i el seu contracte amb Paramount es va trencar poc després del seu diagnòstic. Es va recuperar i finalment va dirigir, produir i escriure moltes pel·lícules, entre les quals una pel·lícula basada lliurement en els seus dolors amb la poliomielitis titulada Never Fear l’any 1949. La seva experiència amb la malaltia li va donar el coratge de centrar-se en les seves habilitats intel·lectuals més que simplement en el seu aspecte físic. En una entrevista a Hollywood, va dir: "Em vaig adonar que la meva vida, el meu coratge i les meves esperances no es trobaven en el meu cos. Si aquest estigués paralitzat, el meu cervell encara podria funcionar àrduament... Si no fos capaç d’actuar, seria capaç d'escriure. Encara que no pogués fer servir un llapis o una màquina d'escriure, podria dictar." Lupino va treballar per a diverses organitzacions sense ànim de lucre per recaptar fons per a la investigació de la poliomielitis. Els interessos de Lupino fora de la indústria de l'entreteniment incloïen escriure contes i llibres infantils, i compondre música. La seva composició "Aladdin's Suite" va ser interpretada per l'Orquestra Filharmònica de Los Angeles el 1937. La va escriure mentre es recuperava de la poliomielitis l’any 1935.
Lupino va morir d'un ictus mentre estava sotmesa a un tractament per càncer de còlon a Los Angeles el 3 d'agost de 1995, a l'edat de 77 anys. Les seves memòries, Ida Lupino: Beyond the Camera, van ser editades després de la seva mort, recollides per Mary Ann Anderson.

## Influències i llegat

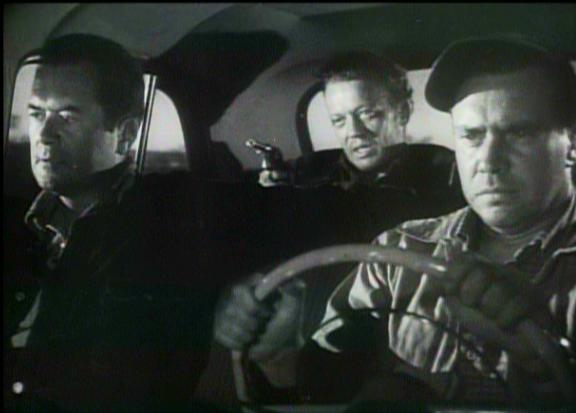
Hitchhiker 1953

Lupino va aprendre a fer cinema de tothom qui observaba al plató, inclòs William Ziegler, el càmera de Not Wanted. Quan estava en la fase de preproducció de Never Fear, va conversar amb Michael Gordon sobre la tècnica de direcció, l'organització i la trama. El director de fotografia Archie Stout va dir de la Sra. Lupino: "L'Ida té més coneixement dels angles de la càmera i dels objectius que qualsevol director amb qui he treballat, a excepció de Victor Fleming. Ella sap com ha de veure's una dona a la pantalla i quina llum ha de rebre probablement millor que jo".
L'autora Ally Acker compara Lupino amb la directora pionera del cinema mut Lois Weber pel seu enfocament en temes controvertits i socialment rellevants. Amb els seus finals ambigus, les pel·lícules de Lupino mai van oferir solucions senzilles als seus personatges en moments difícils, i Acker troba paral·lelismes amb el seu estil de narració en el treball dels directors europeus moderns de la "New Wave", com Margarethe von Trotta.
El crític de cinema Ronnie Scheib, una eminència al Hollywood del moment, compara els temes i l'estil de direcció de Lupino amb els directors Nicholas Ray, Sam Fuller i Robert Aldrich, dient: "Lupino pertany amb escreix a aquesta generació de cineastes modernistes".
Martin Scorsese qualifica el treball cinematogràfic temàtic de Lupino d’"essencial", assenyalant que "el que està en joc a les pel·lícules de Lupino és la psique de la víctima. [Les seves pel·lícules] es van dirigir amb l'ànima ferida i van traçar el procés lent i dolorós de les dones que intenten lluitar contra la desesperació i recuperar les seves vides. El seu treball és resistent, amb una notable empatia pels vulnerats i els qui tenen el cor trencat."
L'autor Richard Koszarski va assenyalar l'opció de Lupino per jugar amb els rols de gènere pel que fa als estereotips cinematogràfics de les dones durant l'era clàssica: "Les seves pel·lícules mostren les obsessions i consistències d'un autèntic autor... A les seves pel·lícules The Bigamist i The Hitch-Hiker, Lupino va poder reduir l'home al mateix tipus de força perillosa i irracional que representaven les dones en la majoria dels exemples de cinema negre de Hollywood dirigits per homes."
Lupino no es considerava feminista, i afirmava: "Vaig haver de fer alguna cosa per omplir el meu temps entre contractes. Mantenir un enfocament femení em sembla vital: els homes odien les dones manaires... Sovint feia veure que jo en sabia menys que un càmera. D'aquesta manera vaig poder aconseguir més cooperació." L'escriptora del Village Voice Carrie Rickey, però, defensa Lupino com un model de cinema feminista modern: "Lupino no només va prendre el control de la producció, la direcció i el guió, sinó [també], cadascuna de les seves pel·lícules aborda les brutals repercussions de la sexualitat, la independència i la dependència." L'any 1972, Lupino va declarar que desitjaria que es contractessin més dones com a directores i productores a Hollywood, i va assenyalar que només les actrius o escriptores molt poderoses tenien l'oportunitat de treballar-hi.

## Reconeixements
- Lupino té dues estrelles al Passeig de la Fama de Hollywood per les seves contribucions en cinema i televisió, ubicades al 1724 Vine Street i al 6821 de Hollywood Boulevard.[27][28]
- Premi del Cercle de Crítics de Cinema de Nova York a la millor actriu per The Hard Way, 1943[29]
- Premi Saturn inaugural a la millor actriu secundària per The Devil's Rain, 1975[30]
- Una placa blava commemorativa està dedicada a Lupino i al seu pare Stanley Lupino per el Theatre and Film Guild of Great Britain and America a la casa on va néixer a Londres, des del 16 de febrer de 2016.[31]
- La compositora Carla Bley va retre homenatge a Lupino amb la seva composició de jazz "Ida Lupino" el 1964.[32]
- The Hitch-Hiker i Outrage van ser incorporades al National Film Registry el 1998 i el 2020, respectivament.[33]